# أوشبيا
أوشبيا ملك الآشوري كان من الذين حكموا فترة مبكرة، حوالي سنة 2030 قبل الميلاد، وفقا لقائمة ملوك آشور، باعتباره واحداً من «الملوك الذين عاشوا في الخيام».
والشيء الوحيد الذي يعرف عن أوشبيا هو إنه قد قام بتأسيس معبد آشور في مدينة آشور، حيث تم ذكر ذلك في كتابات متأخرة عنه بكثير، لنقوش تعود إلى عهد الملك شلمنصر لأول (القرن ال13 قبل الميلاد) والملك أسرحدون (القرن ال8 قبل الميلاد). حيث لم يتم العثور على كتابات معاصرة له تؤكد ذلك.
ويبدو أن ذلك يشير إلى نمط حياة الأموريين الذين تسللوا في نهاية الألفية الثالثة قبل الميلاد إلى بلاد ما بين النهرين العليا. ومن ناحية أخرى فأن المعلومات الواردة عن بناء المعبد تبين الانتقال التدريجي من حياة البداوة إلى نموذج الحياة المستقرة، على غرار الأكديين[ ؟ ].

## مسألة تاريخية
الفقرات الأولى من قائمة ملوك آشور تسرد مكان أوشبيا بين «17 ملكاً من الذين حكموا في الخيام»، والذين لا يعرف عنهم شيئاً باستثناء أوشبيا. بعض المؤرخين كانو قد اعتبروهم كزعماء قبائل بدوية، من الذين كانوا يعيشون حياة البداوة قبل أن تخرج أمة آشور للوجود. وحسب التسلسل الزمني لقائمة ملوك آشور فمن المتوقع أن فترة حكم أوشيبا كانت في فترة قريبة من عام (2350 ق.م)، وتلك الفترة تحدد الزمن الذي انتقلت فيها حياة الآشوريين من البداوة إلى الحياة المستقرة التي بدأت ببناء معبداً للإله آشور في مدينة آشور، ولكن وفقا لباحثين آخرين فأنهم يرجعون تاريخ وجود الملك أوشبيا إلى فترة نهاية حكم سلالة أور الثالثة (نهاية القرن الحادي والعشرين قبل الميلاد) مما يجعله واحداً من الولاة السومريين الذين عرفوا باسم (الزاريقوم) الذين تولوا حكم مدينة آشور خلال عهد ملك أور السومري أمار سين (2047- 2038 ق.م).